# McKeen-Triebwagen

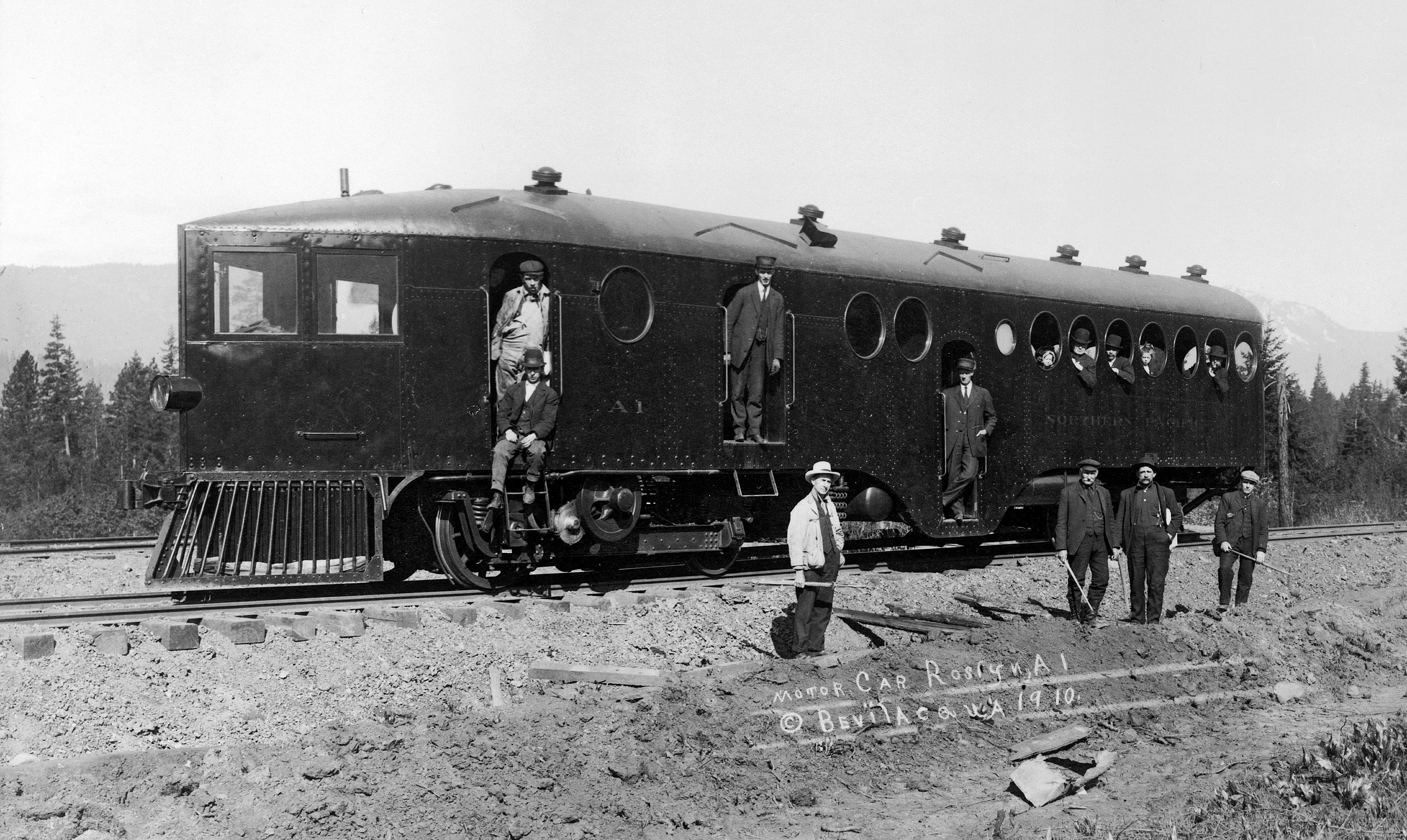
McKeen-Triebwagen der Northern Pacific Railway

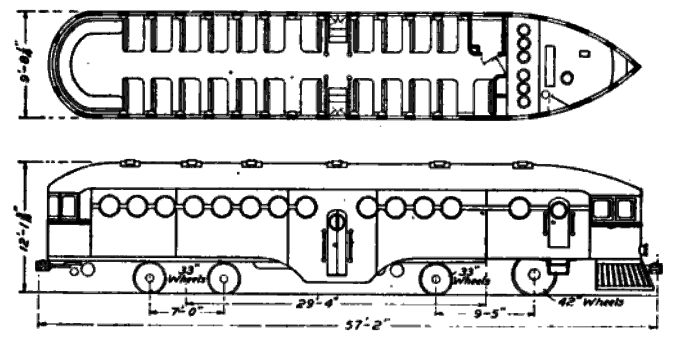
Grundriss und Seitenansicht

Die Triebwagen der McKeen Motor Car Company gehörten zu den ersten kommerziell erfolgreichen Eisenbahntriebfahrzeugen mit Verbrennungsmotor. Die Verbrennungstriebwagen wurden in den Vereinigten Staaten von 1905 bis 1917 in verschiedenen Varianten in insgesamt 152 Exemplaren gebaut, zuzüglich einiger Beiwagen.

## Geschichte

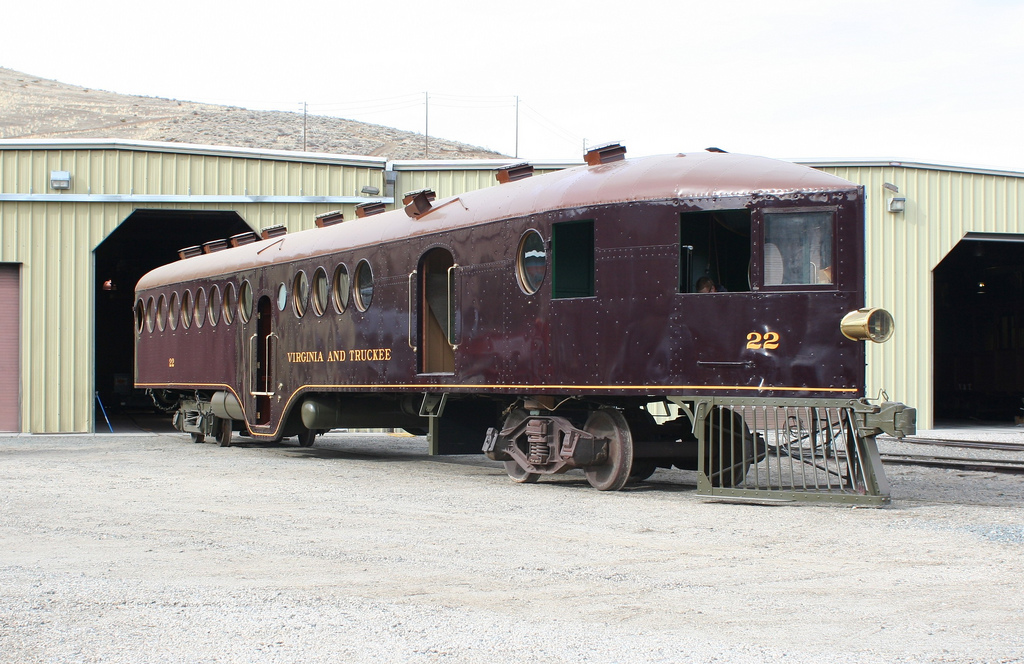
McKeen-Triebwagen in Restaurierung, das vordere Drehgestell ist nicht original

Um die Wirtschaftlichkeit des Personenverkehrs auf den Nebenstrecken der Union Pacific Railroad zu verbessern, beauftragte der Vorsitzende und Eigner der Gesellschaft Edward Henry Harriman 1904 den „Superintentent of Motive Power and Machinery“ William Riley McKeen mit der Entwicklung eines Triebwagens mit Verbrennungsmotor. Zu diesem Zeitpunkt waren keinerlei Erfahrungen mit dem Bau eines solchen Fahrzeuges bei der Union Pacific vorhanden.
Das erste Fahrzeug UP M-1 war noch zweiachsig. Es startete am 7. März 1905 zu seiner ersten Testfahrt von Omaha nach Valley (Nebraska). Danach folgten weitere Fahrten. Am 21. August 1905 wurde der erste regelmäßige Personenverkehr mit dem Fahrzeug zwischen Kearney (Nebraska) und dem 100 Kilometer entfernten Callaway (Nebraska) aufgenommen.
Diesem ersten Fahrzeug folgten bis 1908 weitere sieben Triebwagen. Diese liefen auf zwei Drehgestellen und waren wesentlich länger. Auf Grund des Erfolges bei den durchgeführten Testfahrten mit den Fahrzeugen bestellten die Union Pacific Railroad und die Southern Pacific Railroad eine größere Anzahl der Triebwagen. Infolgedessen wurde mit einem Stammkapital von 1 Million Dollar am 1. Juli 1908 die McKeen Motor Car Company gegründet. Präsident der Gesellschaft wurde William McKeen. Die Gesellschaft mietete von der Union Pacific Werkshallen in Omaha.
Triebwagen wurden an über 41 Bahngesellschaften in den Vereinigten Staaten geliefert.
1910 begann der Export von Triebwagen. In diesem Jahr wurden zwei Fahrzeuge an die Victorian Railways in Australien versandt. Zwei Jahre später folgten sechs Triebwagen für die australische Queensland Government Railways. Weitere Exporte erfolgten nach Kanada, Kuba, Mexiko und Spanien.
Es zeigte sich jedoch, dass die mechanische Kraftübertragung konstruktiv nicht ausgereift und gegenüber den benzolelektrischen Triebwagen von General Electric im Nachteil war.
So wegweisend die McKeen-Wagen in mancherlei Hinsicht waren, bereiteten sie im Betrieb einige Probleme. Die wenigen Weiterentwicklungen behoben die Kinderkrankheiten nicht.
Mangels Kompressoren und wegen der nur einen Treibachse – Achsfolge (A1)2’ – fuhren die Wagen sehr schlecht an. Die fehlenden Rückwärtsgänge erschwerten jegliches Rangieren. Die Schiffsmotoren und die auf Schiffsmotoren basierenden Eigenentwicklungen hielten den bei Landfahrzeugen unvermeidlichen harten Erschütterungen nicht stand. So wurden die meisten Triebwagen nach wenigen Jahren betriebsunfähig. Manche Betreiber rüsteten sie mit neuen Motoren und Getrieben oder dieselelektrischen Antrieben aus, andere verwendeten sie später als antriebslose Reisezugwagen.
Die Aufträge gingen immer weiter zurück, 1917 wurden die letzten Fahrzeuge hergestellt. Die Union Pacific Railroad entschloss sich daher, die McKeen Motor Car Company zu liquidieren.
Aus vorhandenen Teilen sowie den Motoren von verschrotteten Fahrzeugen fertigten die Werkstätten der Union Pacific 1923 zwei Triebwagen (M-26 und M-27) und 1927 abermals zwei (M-29 und M-30).

## Fahrzeugliste
| Bahngesellschaft                                  | Anzahl | Bemerkung |
| ------------------------------------------------- | ------ | --- |
| Ann Arbor Railroad                                | 5      | |
| Arizona Eastern Railroad                          | 2      | Fahrzeuge wurden an die Southern Pacific Railroad abgegeben |
| Atchison, Topeka and Santa Fe Railway             | 4      | M-100 bis M-103; M-102 wurde im November 1922 an die Union Pacific verkauft                                                                                        |
| Bellingham Bay and British Columbia Railroad      | 1      | Fahrzeug ging an die Bellingham Northern Railroad, später an die Chicago, Milwaukee, St. Paul and Pacific Railroad                                                 |
| Bessemer and Lake Erie Railroad                   | 1      | |
| Buffalo, Rochester and Pittsburgh Railway         | 1      | |
| Central New York Southern Railroad                | 2      | |
| Charles City Western Railway                      | 1      | |
| Chicago and North Western Railway                 | 1      | |
| Chicago Great Western Railway                     | 4      | Fahrzeugnr. 1000–1003, M-1 und M-2 wurden im September 1928 an die Union Pacific Railroad verkauft                                                                 |
| Chicago, Rock Island and Pacific Railroad         | 5      | zwei Fahrzeuge wurden an die Denver, Laramie & Northwestern Railroad abgegeben                                                                                     |
| Denver, Laramie and Northwestern Railroad         | 2      | Fahrzeuge an die Chicago Great Western Railway abgegeben |
| Erie Railroad                                     | 3      | |
| Galveston, Harrisburg and San Antonio Railway     | 2      | Fahrzeuge an die Texas and New Orleans Railroad abgegeben |
| Hocking-Sunday Creek Traction Company             | 1      | |
| Houston and Texas Central Railroad                | 1      | |
| Illinois Central Railroad                         | 1      | |
| Lakeside and Marblehead Railroad                  | 1      | Nr. 5, Baujahr 1916 |
| Maryland and Pennsylvania Railroad                |        | nur Testfahrten |
| Maricopa and Phoenix Railroad                     | 2      | Fahrzeuge gingen an die Arizona Eastern Railroad, später an die Southern Pacific Railroad                                                                          |
| Morgan’s Lake Railroad                            | 2      | Fahrzeuge gingen an die Texas and New Orleans Railroad |
| Minneapolis, Anoka and Cuyuna Range Railroad      | 2      | 1 Fahrzeug wurde 1923 von der Union Pacific Railroad erworben |
| Minneapolis & Northern Railway                    | 2      | Fahrzeuge gingen an die Minneapolis, Anoka and Cuyuna Range Railroad, später an die Union Pacific Railroad                                                         |
| Norfolk Southern Railroad                         | 1      | |
| Northern Pacific Railway                          | 1      | |
| Oregon and California Rail Road                   | 2      | Fahrzeuge gingen an die Southern Pacific Railroad |
| Oregon-Washington Railroad and Navigation Company | 3      | |
| Oregon Railroad and Navigation Company            | 3      | Fahrzeuge gingen an die Oregon-Washington Railroad and Navigation Company                                                                                          |
| Oregon Short Line Railroad                        | 7      | M-60 bis M-65; 3 Fahrzeuge (M-62, M-63 und M-65) gingen im Oktober 1917 an die Union Pacific Railroad; M-62 wurde mit dem von der UP übernommenen M-3 zweitbesetzt |
| Pennsylvania Railroad                             | 1      | |
| People’s Electric Railroad                        | 2      | |
| Salem, Falls City and Western Railway             | 1      | |
| Saratoga and Encampment Valley Railroad           | 1      | M-1 wurde im November 1928 an die Union Pacific verkauft |
| San Diego, Pacific Beach and La Jolla Railway     |        | (später Los Angeles and San Diego Beach Railway) |
| Sand Springs Railway                              | 2      | |
| Silver Peak Railroad                              |        | |
| Southern Pacific Company                          | 31     | |
| Tonopah and Goldfield Railroad                    |        | |
| Union Pacific Railroad                            | 32     | M-1 bis M-30; M-4 und M-9 wurden zweifach besetzt |
| Virginia and Truckee Railroad                     | 1      | Nr. 22, das Fahrzeug ist betriebsfähig im Nevada State Railroad Museum aufgearbeitet                                                                               |
| Woodstock and Sycamore Traction Company           | 3      | |

## Konstruktive Merkmale

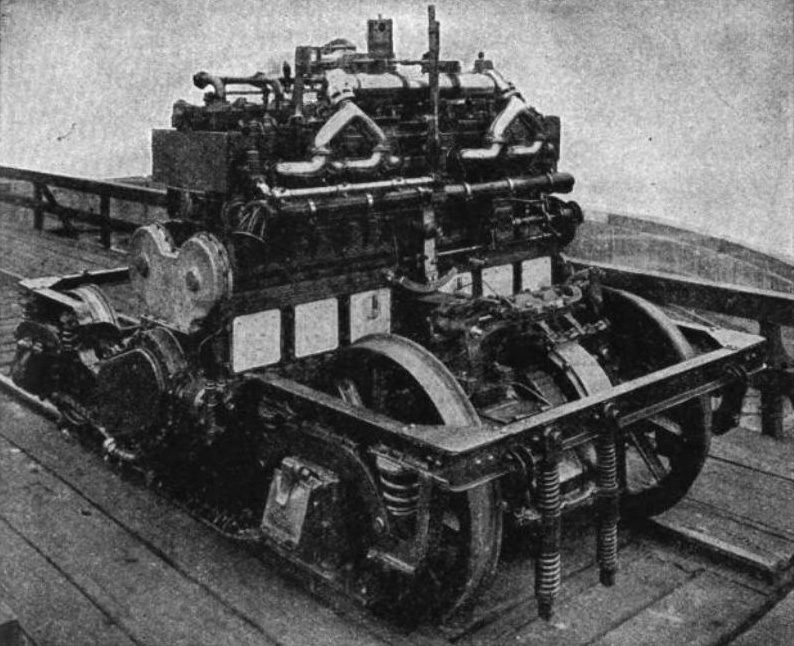
Maschinendrehgestell mit Motor

Der Sechszylindermotor lag auf dem vorderen Drehgestell (Maschinendrehgestell) auf und trieb nur dessen vorauslaufenden Radsatz an, dessen Räder etwas größer waren als die übrigen. Der Anlasser wurde mit Druckluft betrieben. Die Motoren der ersten sieben Wagen waren Schiffsmotoren von den Standard Motor Works in Jersey City und hatten eine Leistung von 75 Kilowatt.
Ab dem achten Triebwagen baute McKeen selbst entwickelte Motoren mit 225 kW ein. Wie damals auch im Schiffbau üblich, gab es kein Wendegetriebe. Stattdessen hatte der Motor eine verschiebbare Nockenwelle mit zwei Sätzen von Nocken. Zum Wechsel der Fahrtrichtung musste der Motor ausgestellt werden, worauf der Maschinist die Nockenwelle so verschob, dass der andere Nockensatz griff. Daraufhin wurde der Motor mit umgekehrter Drehrichtung wieder angelassen.

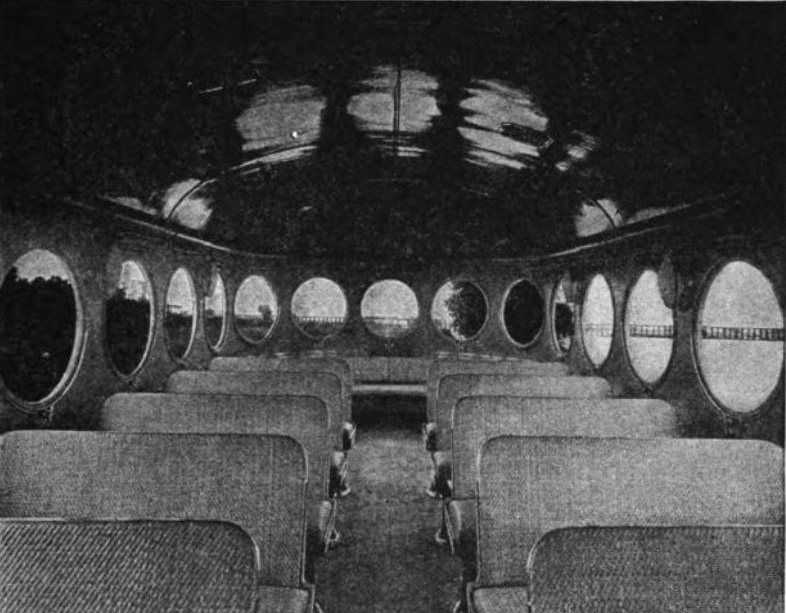
Blick ins Heck des Wagens

Die Wagen selbst waren (ohne Kupplung und Bahnräumer in Form des typisch amerikanischen »Kuhfängers«) in der Standardausführung mit 54 Sitzplätzen 16,76 Meter (55 Fuß) lang, einige mit 75 Sitzplätzen 21,36 Meter (70 Fuß). Zusätzliche Post- und andere Beiwagen wurden mit einer Länge von nur 9,45 Metern geliefert.
Der Bodenrahmen war aus Stahl hergestellt und trug einen ebenfalls aus Stahlteilen gefertigten Aufbau.
Die meisten Fahrzeuge hatten eine Stromlinienform mit spitz zulaufender Frontpartie und gerundetem Heck mit Halbkreisbank. Passend zu dieser bootsähnlichen Form waren die Fenster des Fahrgastraums in der Regel rund wie Bullaugen. Manche Wagen hatten zwischen Motorraum und Fahrgastraum ein Postabteil. Bei den meisten Wagen ermöglichten Türen an der seitlich abgesenkten Mittelplattform den Reisenden einen bequemen Ein- und Ausstieg. Der Fahrgastraum war mit Holztäfelung und eleganten Sitzen ausgestattet.
Die Beleuchtung erfolgte in der Standardausstattung zunächst mit Karbidlampen. Wenige Wagen hatten von Anfang an elektrische Beleuchtung, eine große Zahl wurde mit der Zeit umgerüstet.

## Erhaltene Fahrzeuge
Von den über 150 hergestellten Fahrzeugen blieben drei erhalten:
- Ein in Alaska aufgefundenes, 1910 an die Yuma Valley Railroad geliefertes Fahrzeug befindet sich in einem stark beschädigten, unrestaurierten Zustand.
- Der 1909 an die Virginia and Truckee Railroad gelieferte Triebwagen Nr. 22 wurde in den Jahren 2006 bis 2010 betriebsfähig aufgearbeitet.[1] Der McKeen-Triebwagen ist heute im Besitz des Nevada State Railroad Museums. Im Oktober 2012 wurde er ins National Historical Register aufgenommen.[2]
- Das Nevada State Railroad Museum besitzt auch noch die Reste eines weiteren Triebwagens.